# 郡山玲
郡山 玲（こおりやま りょう、1974年2月24日 - ）は、日本の政治家。立憲民主党所属の参議院議員（1期）。

## 来歴
熊本県人吉市出身。熊本県立多良木高等学校卒業後、1992年4月に武蔵精密工業に入社。
2011年10月から8年にわたり武蔵精密工業労働組合書記長・執行委員長を歴任。
2022年9月に武蔵精密工業を退職。同年11月からJAM入局、本部・政治センターに所属。
2024年7月、翌年執行の第27回参議院議員通常選挙に立憲民主党から比例区での公認内定。
2025年7月の第27回参議院議員通常選挙では、JAM及び基幹労連の支援を受け党内6位の得票（94,610票）。立憲民主党は比例で7議席を獲得したため初当選。

## 選挙歴
| 当落 | 選挙                     | 執行日         | 年齢 | 選挙区       | 政党       | 得票数    | 得票率 | 定数 | 得票順位 /候補者数 | 政党内比例順位 /政党当選者数 |
| ---- | ------------------------ | -------------- | ---- | ------------ | ---------- | --------- | ------ | ---- | ------------------ | ---------------------------- |
| 当   | 第27回参議院議員通常選挙 | 2025年07月20日 | 51   | 参議院比例区 | 立憲民主党 | 9万4610票 | ーー   | 50   | 6/22               | 6/7                          |